# Scuola del Santissimo Sacramento
La Scuola del Santissimo Sacramento è un antico luogo di ritrovo dell'omonima confraternita di Treviso, situato in piazza del Duomo, tra la chiesa di San Giovanni Battista ed il campanile del Duomo.

## Storia
Il piccolo edificio in laterizio intonacato fu costruito dalla Scuola del Santissimo nel 1515, probabilmente al posto di un altro preesistente. La parte posteriore che conteneva la sala grande fu demolita nel 1935 assieme ad altri edifici nel tempo addossati alla vicina chiesa.

## Descrizione
La parete del piano terreno, sulla quale si aprono due porticine (una dà accesso alla chiesa) ed una finestra, è decorata a fresco di finti marmi venati; sotto questo primo strato di intonaco affiora in parte una precedente decorazione con fascia a fogliame gotico e dentelli .
Al primo piano sono ancora visibili le tracce di un affresco rappresentante Cristo e profeti opera di Tiziano Vecellio. Lo stato di conservazione scarso può far scambiare con un Crocifisso l'immagine del Cristo risorto; dei due profeti più in basso il meglio conservato è quello di sinistra, di proporzioni leggermente inferiori rispetto al Cristo.
Ai lati dell'opera due finestre rettangolari con cornice sporgente e sbarre a gabbia sono unite da due salienti a protezione dell'affresco sottostante.
All'ambiente al primo piano si accede tramite una scala esterna addossata alla chiesa.